# Aire d'attraction d'Agen
L'aire d'attraction d'Agen est un zonage d'étude défini par l'Insee pour caractériser l’influence de la commune d'Agen sur les communes environnantes. Publiée en octobre 2020, elle se substitue à l'aire urbaine d'Agen, qui comportait 64 communes dans le dernier zonage qui remontait à 2010.

## Définition
L'aire d'attraction d'une ville est composée d’un pôle, défini à partir de critères de population et d’emploi ainsi que d’une couronne constituée des communes dont au moins 15 % des actifs travaillent dans le pôle. Le pôle d’attraction constitue ainsi un point de convergence des déplacements domicile-travail,.

## Type et composition
L’aire d'attraction d'Agen est une aire inter-régionale qui comporte 81 communes : 74 situées en Lot-et-Garonne, 4 dans le Gers et 3 dans le Tarn-et-Garonne.
Elle est catégorisée dans les aires de 50 000 à moins de 200 000 habitants, une catégorie qui regroupe 25,3 % de la population de Nouvelle-Aquitaine et 18,5 % au niveau national.

### Carte

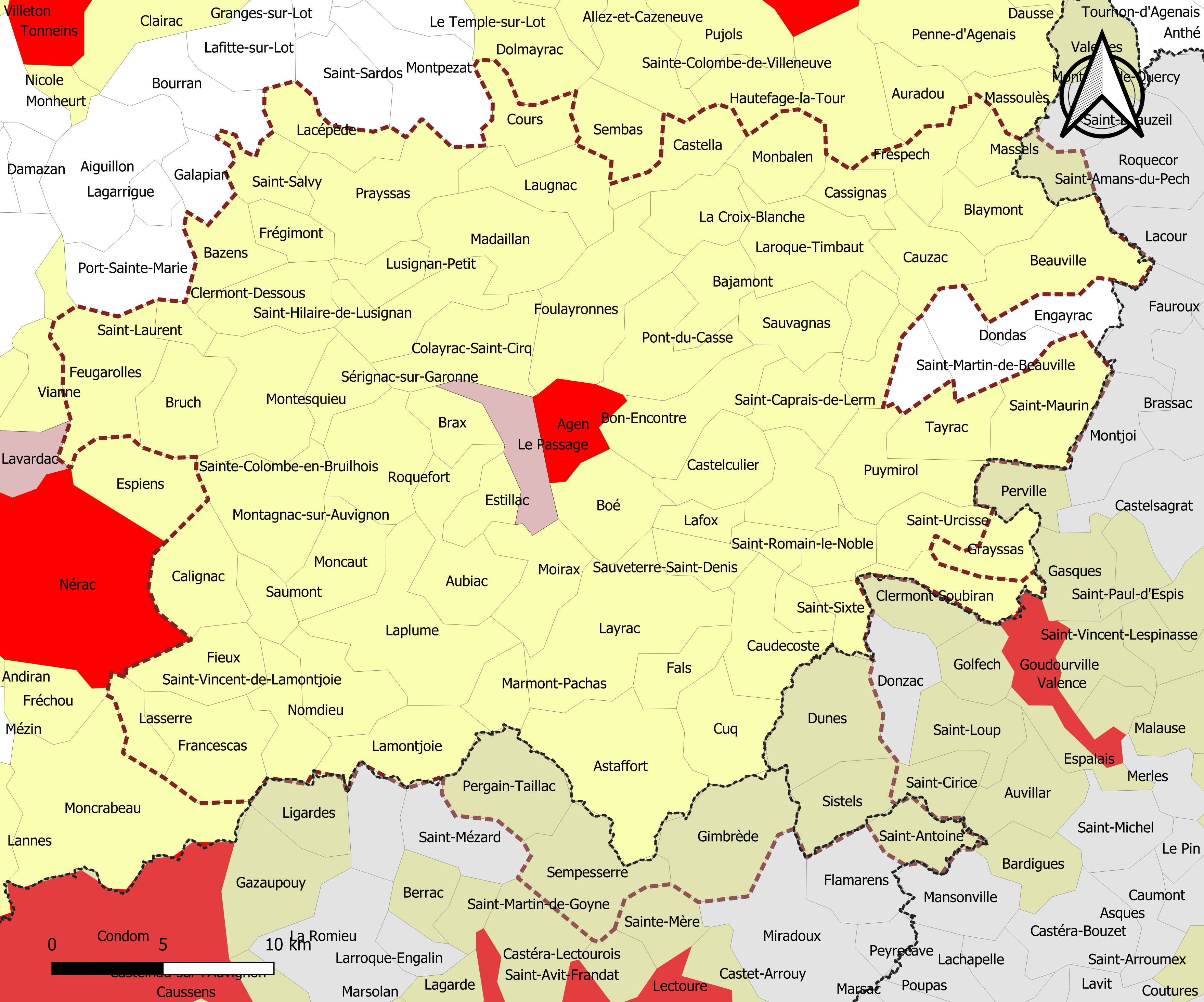
Carte de l'aire d'attraction d'Agen.
Commune-centre
Commune du pôle principal
Commune de la couronne

### Composition communale
| Catégorie                 | Département     | Communes | Communes |
| Catégorie                 | Département     | Nombre   | Libellé |
| ------------------------- | --------------- | -------- | --- |
| Commune-centre            | Lot-et-Garonne  | 1        | Agen. |
| Commune du pôle principal | Lot-et-Garonne  | 1        | Le Passage. |
| Communes de la couronne   | Lot-et-Garonne  | 72       | Astaffort, Aubiac, Bajamont, Bazens, Beauville, Blaymont, Boé, Bon-Encontre, Brax, Bruch, Calignac, Cassignas, Castelculier, Castella, Caudecoste, Cauzac, Clermont-Dessous, Clermont-Soubiran, Colayrac-Saint-Cirq, Cours, La Croix-Blanche, Cuq, Estillac, Fals, Feugarolles, Fieux, Foulayronnes, Francescas, Frégimont, Frespech, Lacépède, Lafox, Lamontjoie, Laplume, Laroque-Timbaut, Lasserre, Laugnac, Layrac, Lusignan-Petit, Madaillan, Marmont-Pachas, Massels, Moirax, Monbalen, Moncaut, Montagnac-sur-Auvignon, Montesquieu, Nomdieu, Pont-du-Casse, Prayssas, Puymirol, Roquefort, Saint-Caprais-de-Lerm, Sainte-Colombe-en-Bruilhois, Saint-Hilaire-de-Lusignan, Saint-Jean-de-Thurac, Saint-Laurent, Saint-Maurin, Saint-Nicolas-de-la-Balerme, Saint-Pierre-de-Clairac, Saint-Robert, Saint-Romain-le-Noble, Saint-Salvy, Saint-Sixte, Saint-Urcisse, Saint-Vincent-de-Lamontjoie, Saumont, Sauvagnas, La Sauvetat-de-Savères, Sauveterre-Saint-Denis, Sérignac-sur-Garonne, Tayrac. |
| Communes de la couronne   | Gers            | 4        | Gimbrède, Pergain-Taillac, Saint-Antoine, Sempesserre. |
| Communes de la couronne   | Tarn-et-Garonne | 3        | Dunes, Saint-Amans-du-Pech, Sistels. |